# Pascal Lance
Pascal Lance, né le 23 janvier 1964 à Toul, est un coureur cycliste français. Professionnel de 1989 à 1997, il a notamment remporté le Chrono des Herbiers en 1988, 1994 et 1995 et le Tour du Poitou-Charentes en 1992.

## Biographie
Pascal Lance naît le 23 janvier 1964 à Toul. Son grand-père Henri, son père Michel et son frère Jean-Michel ont été coureurs amateurs. Pascal Lance participe au contre-la-montre par équipes des Jeux olympiques de 1988 à Séoul avec Laurent Bezault, Éric Heulot et Thierry Laurent. Il termine 4e, à 2 secondes de la troisième place.
La même équipe finira 4e aux championnats du monde en Autriche.
Il commence sa carrière professionnelle au sein de l'équipe Toshiba. Il y reste jusqu'à la disparition de cette formation à la fin de l'année 1991. Durant ses trois années, il gagne ses deux premières courses professionnelles : une étape contre-la-montre du Tour du Vaucluse 1989, dont il prend la deuxième place finale, et une étape du Tour d'Andalousie 1991, qu'il termine à la troisième place au classement général. Il participe également aux deux premiers de ses cinq Tours de France en 1990 et 1991. 
En 1992, il est recruté par l'équipe Z. Il remporte le Tour du Poitou-Charentes. L'équipe Z disparaît à son tour en fin de saison. Pascal Lance rejoint l'équipe Gan. Il y passe trois années, durant lesquelles il gagne neuf courses et s'illustre en contre-la-montre. Il remporte notamment le Chrono des Herbiers en 1994 et 1995. Il se classe deuxième du Grand Prix Eddy Merckx en 1993 et 1994, du championnat de France du contre-la-montre en 1995, quatrième du Grand Prix des Nations en 1994. Il se classe également troisième de Paris-Nice et du Tour méditerranéen en 1993. Ses résultats en contre-la-montre lui permettent d'être sélectionné en équipe de France pour le championnat du monde de 1995 à Duitama en Colombie. Il prend la 35e place de l'épreuve chronométrée.
À la fin de l'année 1995, Pascal Lance quitte l'équipe Gan, ne s'entendant plus avec son directeur Roger Legeay. Il rejoint l'équipe Force Sud, qui disparaît à la mi-saison. Il arrête sa carrière au mois de juillet. Quelques jours plus tard, il est appelé par Stéphane Javalet, directeur sportif de l'équipe Aubervilliers 93, qui souhaite l'engager. Pascal Lance reprend l'entraînement durant l'été et rejoint cette équipe en septembre. Il met fin à sa carrière de coureur à la fin de l'année 1997, après avoir gagné une dernière course durant cette période : une étape de la Course de la Solidarité Olympique.

## Palmarès

### Palmarès amateur
| - 1982 - Grand Prix Général Patton - 1985 - Grand Prix des Flandres françaises - Circuit des Mines : - Classement général - 5e étape (contre-la-montre) - 1986 - Tour de Moselle - 2e de la Ronde des Vosges - 3e de La Pyrénéenne - 3e du Chrono des Herbiers - 3e du Grand Prix de France - 1987 - 5e étape du Tour de Hesse - Chrono des Herbiers - Grand Prix de France - Trophée Mavic - 2e du Circuit de la Sarthe - 3e du Circuit de l'Aisne - 3e de Troyes-Dijon | - 1988 - Circuit des Mines : - Classement général - 5e étape (contre-la-montre) - Tour de Provence - Grand Prix de France - Chrono des Herbiers - Flèche d'or européenne (avec Jean-Michel Lance) - 2e d'Annemasse-Bellegarde-Annemasse - 2e du Wolber d'or - 3e de Troyes-Dijon - 4e du contre-la-montre par équipes des Jeux olympiques |  |

### Palmarès professionnel
| - 1989 - 3e étape du Tour du Vaucluse - 2e du Tour du Vaucluse - 3e des Boucles des Hauts-de-Seine - 1990 - 3e étape du Tour d'Andalousie - 3e du Tour d'Andalousie - 1992 - Tour du Poitou-Charentes : - Classement général - 6e étape - 3e du Tour de Vendée - 1993 - 3ea étape de la Route du Sud - 4eb étape du Circuit de la Sarthe - 3e et 4e (contre-la-montre) étapes du Tour de l'Ain - 2e du Grand Prix Eddy Merckx - 2e du Chono des Herbiers - 2e du Duo normand (avec Eddy Seigneur) - 3e de Paris-Nice - 3e du Tour méditerranéen | - 1994 - Chrono des Herbiers - 2e du Grand Prix Eddy Merckx - 3e du Grand Prix Telekom (avec Chris Boardman) - 1995 - 3e etape du Critérium international (contre-la-montre) - Chrono des Herbiers - 4e étape du Circuit de la Sarthe - Prologue du Regio Tour - 2e du championnat de France du contre-la-montre - 3e du Circuit de la Sarthe - 1996 - Grand Prix du canton de Woippy - 3e du Duo normand (avec Marek Leśniewski) - 1997 - 9e étape de la Course de la Solidarité Olympique - 3e du Duo normand (avec Marek Leśniewski) |  |

## Résultats sur les grands tours

### Tour de France
5 participations
- 1990 : 51e
- 1991 : 99e
- 1993 : 68e
- 1995 : hors délai (9e étape)
- 1997 : hors délai (14e étape)

### Tour d'Italie
1 participation
- 1992 : 107e

### Tour d'Espagne
2 participations
- 1990 : 68e
- 1995 : abandon (16e étape)